# José Gargallo (músico)
José Ramón Gargallo (Cantavieja, 1744 - León, 1794) fue un compositor y maestro de capilla español.

## Vida
Es poco lo que se conoce de los orígenes de Gargallo. Era originario de Cantavieja, en la provincia de Teruel, donde nació en 1744. Pallarés especula con que estudiase en la Escuela de Gramática de Cantavieja, abierta en el siglo XVI, en la que estudiaban los hijos de las familias bien situadas. En la escuela habían estudiado otros músicos, como Agustín Sesé, instrumentalista de la Catedral de Pamplona, o Miguel Rambla, organista de la iglesia de Santa María de Sádaba. La formación musical probablemente la recibió en la iglesia parroquial de la Asunción de Nuestra Señora. Su relación con otros músicos de origen aragonés apellidados Gargallo es desconocida, como es el caso de Joseph Gargallo (1702-c. 1734), activo en las catedrales de Valencia y Albarracín; Francisco Gargallo, maestro de capilla de la iglesia de Santa María la Mayor de Morella; o el maestro Luis Vicente Gargallo, maestro de capilla de la Catedral de Huesca.
En 1771 se presentó a las oposiciones para el cargo de maestro de capilla de la Catedral de Calahorra. Gargallo, que figura como «copiante de música de la Catedral de Zaragoza», compitió con otros tres aspirantes de importancia: Diego Pérez Camino, maestro de capilla de la Catedral de Santo Domingo de la Calzada; Juan José de Arce, arpista de la Catedral de Pamplona; y Juan Andrés de Lombide, organista de Bilbao. Los jueces fueron Francisco Viñas, el anterior maestro, cuyo nombramiento como racionero había dejado vacante el cargo, y el primer organista de Calahorra, Matías Menéndez. A pesar de que Gargallo consiguió mejor puntuación en el examen —«porque havía excedido a los demás en el trabajo de las obras, buen gusto de la composición y estilo moderno, que oy se usa»—, tanto de Viñas, como de Menéndez, el cabildo se decidió en votación por Pérez Camino. Gargallo presentó una queja ante el Tribunal Metropolitano que acabó perdiendo en 1777.

Por Don Josef Gargallo, natural de la villa de Cantavieja, diócesis de Zaragoza, clérigo de prima tonsura, y al presente maestro de capilla de la Santa Iglesia de León. Con Don Diego Pérez Camino, también tonsurado, natural de la ciudad de Burgos, y maestro de capilla de la Santa Iglesia de Lacalzada. Sobre el magisterio de capilla de la Santa Iglesia de la ciudad de Calahorra, y media ración afecta a él.
Documentación del pleito

El 2 de mayo de 1774 había fallecido el maestro Enrique Villaverde, por lo que quedaba vacante el magisterio de la Catedral de Oviedo. Quedó de interino el tenor Ventura Suárez mientras se organizaban las oposiciones para el ocupar cargo. Se presentaron, Juan Antonio García Carrasquedo, maestro de capilla de la Catedral de Santander; Francisco Náger, maestro de la Catedral de Orense; Juan Vidal, maestro de una Colegiata de Sevilla; y Pedro Furió, que acabaría ganado las oposiciones. No se presentaron Pedro Aranaz, maestro de capilla de la Catedral de Cuenca; José Gargallo, músico residente en Zaragoza; y Francisco Courxell, músico residente en Madrid; todos ellos habían mostrado interés por el cargo.
El 17 de abril de 1776 fue elegido maestro de capilla de la Catedral de León:

Habiéndose votado secretamente, salió electo canónicamente D. Joseph Gargallo, músico actual de la Sta. Iglesia de Zaragoza.
Actas capitulares de la Catedral de León, 17 de abril de 1776

Gargallo era clérigo de primer tonsura, hecho que en la época permitía el matrimonio. Así, Gargallo, que estaba casado y tenía familia numerosa, aparece a menudo en las actas capitulares leonesas, sobre todo solicitando dinero. Fue un maestro muy estimado en la catedral. En 1789 se interesó por el magisterio de la Catedral de Salamanca, solicitando la participación a distancia, lo que le fue negado por el cabildo salmantino.
A partir de 1792 las actas capitulares dan a entender la enfermedad del maestro, cuando el cabildo le permitió usar los villancicos compuestos el año anterior. Gargallo permaneció como maestro de capilla 18 años, uno de los magisterios más largos en León, hasta su fallecimiento en 1794.

## Obra
Se conservan numerosas composiciones de Gargallo en el archivo de las catedrales de Zaragoza y dos de un tal «José Gargallo» en la Catedral de Albarracín. La mayor parte de su obra se conserva en la Catedral de León, con más de sesenta composiciones.
Su obra se caracteriza por el uso de un policoralismo falso: los dos coros repiten lo mismo. Sus mejores obras se caracterizan por un estilo contrapuntístico, como la Misa y Oficio de difuntos a ocho voces. Una característica de Gargallo es la introducción novedosa de la orquesta, en la que adquiren protagonismo los instrumentos de viento.